# 4-idrossifenilacetato 1-monoossigenasi
La 4-idrossifenilacetato 1-monoossigenasi è un enzima appartenente alla classe delle ossidoreduttasi, che catalizza la seguente reazione:
4-idrossifenilacetato + NAD(P)H + H+ + O2 ⇄ omogentisato + NAD(P)+ + H2O
L'enzima è una flavoproteina (FAD). Agisce anche sul 4-idrossiidratropato (generando 2-metilomogentisato) e sul 4-idrossifenossiacetato (generando idrochinone e glicolato).